# Charles Lewis Tiffany
Charles Lewis Tiffany (Killingly, Connecticut, 1812 - Yonkers, Nova York, 1902), fou un empresari estatunidenc que va fundar la joieria Tiffany's & Co., que segueix sent, actualment, la joieria més prestigiosa, exclusiva i famosa del món.
Charles Lewis Tiffany va néixer en un poble de Connecticut (EUA) el 15 de febrer del 1812. L'any 1837 es va traslladar a Nova York.
Amb un amic seu, John Young i un capital de 1000 dòlars que li havien deixat, va obrir una petita tenda al sud de Broadway on venia articles de papereria, paraigües, vaixella... una mica de tot. El primer dia van tancar caixa amb uns guanys de 4,98 dòlars.
L'any 1858 Tiffany va obtenir un sobrant d'un tipus de cable. Va tallar aquest material en peces i va fer uns souvenirs que van tenir un èxit inesperat. Des d'aquell moment el negoci va començar a prosperar.
Durant la Guerra Civil va fabricar espases i medalles, i el capital va seguir augmentant. Quan es va acabar la guerra, Tiffany es va especialitzar en el comerç d'objectes d'or, plata i pedres precioses i va començar a tenir entre els seus clients els milionaris més famosos del país. Quan va morir el 18 de febrer del 1902 va deixar als seus hereus un llegat de 35 milions de dòlars i un negoci de renom mundial.
La joieria es va fer cada vegada més exclusiva, i l'any 1940 es va establir en una cantonada de la Cinquena Avinguda de Nova York. Hi ha una novel·la de l'escriptor nord-americà Truman Capote (1924-1984) que es titula: Breakfast at Tiffany's (1958), i es va fer una pel·lícula amb el mateix títol protagonitzada per l'actriu Audrey Hepburn.
Els tallers de Tiffany van crear joies per a la reina Victòria, el xa de Pèrsia i el tsar de Rússia. Van elaborar l'incomparable fermall que Richard Burton va regalar a Liz Taylor i també a Tiffany's va ser on Madonna es va comprar la seva luxosa vaixella. Actualment, Tiffany's té sucursals a Europa i al Japó.